# Fort-Moville
Fort-Moville – miejscowość i gmina we Francji, w regionie Normandia, w departamencie Eure.
Według danych na rok 1990 gminę zamieszkiwało 261 osób, a gęstość zaludnienia wynosiła 28 osób/km² (wśród 1421 gmin Górnej Normandii Fort-Moville plasuje się na 646. miejscu pod względem liczby ludności, natomiast pod względem powierzchni na miejscu 388).